# Ctenitis cumingii
Ctenitis cumingii är en träjonväxtart som beskrevs av Holtt. Ctenitis cumingii ingår i släktet Ctenitis och familjen Dryopteridaceae. Inga underarter finns listade.